# Lancaster University
Lancaster University är ett universitet i Storbritannien.   Det ligger i grevskapet Lancashire och riksdelen England.
Lancaster University grundades 1964. År 2021/22 studerade 16 400 studenter där. Lancaster University har utländska lärosäten i Kina, Ghana, Tyskland och Malaysia.